# Gaspar de Cagigal y de la Vega
Gaspar de Cagigal y de la Vega   (Hoz de Anero, 5 de maig de 1697 - Ciudad Rodrigo, 6 d'abril de 1755) va ser un militar castellà, capità general de Mallorca i de Castella la Nova.
Ingressà a l'exèrcit en 1711 al Regiment d'Infanteria de Cadis, i durant la Guerra de Successió Espanyola va lluitar a Extremadura, i fou ferit a Campo Mayor. En 1715 fou destinat a Ceuta i el 1719 participà en una expedició a Escòcia del pretendent jacobita. El mateix any fou ferit en l'expedició de la defensa de Ceuta de Juan Francisco de Bette y Croix.
En 1725 ascendí a tinent d'infanteria i en 1727 a capità de granaders. En 1732 fou novament ferit en l'expedició per la reconquesta d'Orà. En 1733 ascendí a comandant i lluità a la campanya de Llombardia de 1734-1735 i en la presa de Mirandola. En 1739 ascendí a tinent coronel, en 1743 a brigadier i en 1747 a mariscal de camp. En 1750 fou nomenat cavaller de l'Orde de Sant Jaume i capità general de Mallorca interí fins al 31 de gener de 1751, quan va arribar el successor José Basilio Aramburu Atorrasagasti. Després fou nomenat corregidor de Ciudad Rodrigo fins al 7 d'octubre de 1753, quan fou nomenat interinament Capità general de Castella la Vella fins a la seva mort el 6 d'abril de 1755.